# Khối lượng mol
Khối lượng mol là khối lượng một mol một nguyên tố hoặc hợp chất hóa học, kí hiệu là M. Khối lượng mol được tính từ nguyên tử khối các nguyên tố trong bảng hệ thống tuần hoàn.
Đơn vị của khối lượng mol trong hóa học theo quy định của IUPAC là g/mol, còn trong vật lý là kg/mol vì đơn vị SI cơ bản là kilôgram.

## Trong hóa học
Khối lượng mol được tính bằng thương của khối lượng chất với số mol chất:
{\displaystyle M={m \over n}}(g/mol)
- M là khối lượng mol chất (bằng nguyên tử khối hay phân tử khối của chất đó)  (g/mol).
- m là khối lượng của chất đó (g).
- n là số mol chất (mol).